# Great Divide Basin

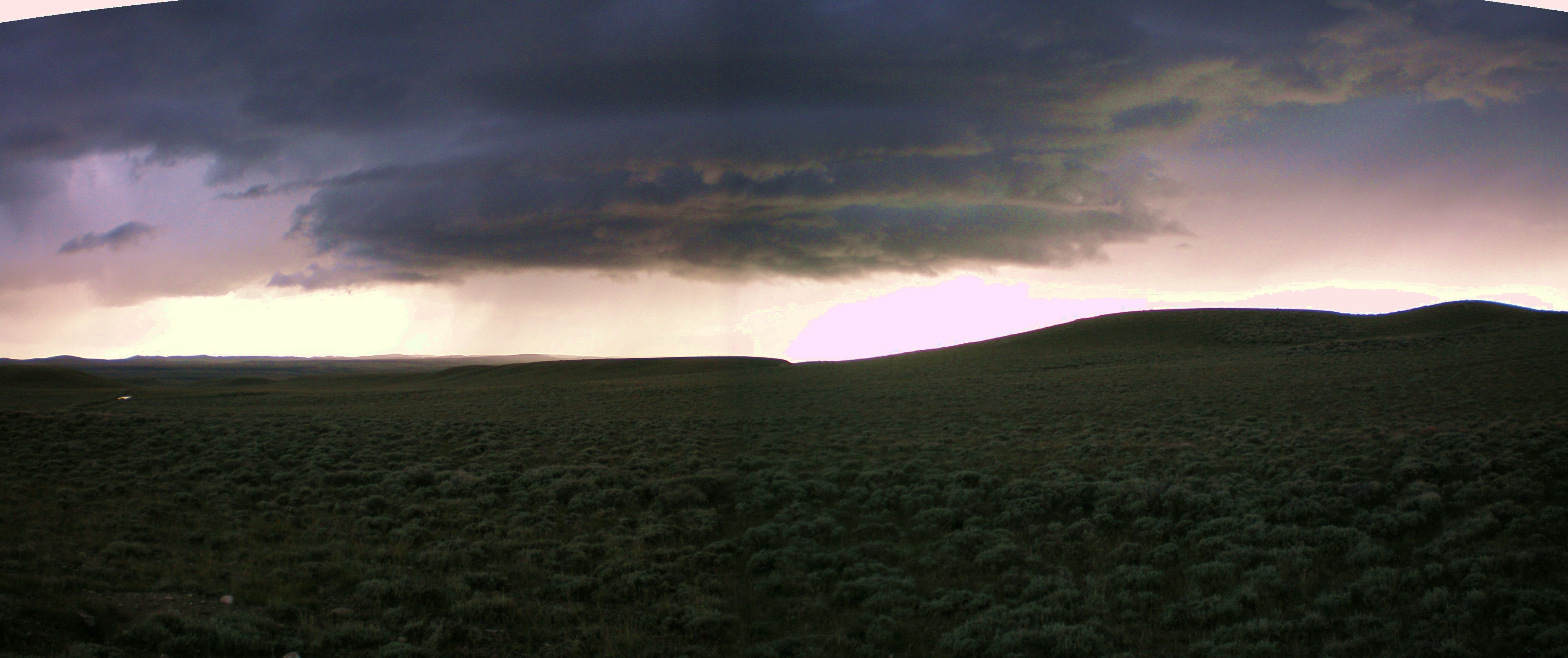
Åskväder med hagelstorm i Great Divide Basin.

Great Divide Basin är ett endorheiskt bäcken i den amerikanska delstaten Wyoming, beläget på den nordamerikanska vattendelaren som följer Klippiga bergen. Great Divide Basin saknar som endorheiskt bäcken avflöden till havet, och nederbörd som faller i området avdunstar därför utan att rinna till havet.
Områden väster om bäckenet tillhör Green Rivers avrinningsområde och områden öster om bäckenet tillhör North Platte Rivers avrinningsområde. Dessa tillhör i sin tur Stilla Havets respektive Mexikanska golfens avrinningsområden och rinner därmed mot olika hav.
Bäckenet ligger i öknen Red Desert, väster om staden Rawlins, Wyoming på gränsen mellan Sweetwater County och Carbon County. Den enda staden och största bosättningen inom Great Divide Basin är småstaden Wamsutter, som även kallas "The Gateway to the Red Desert".

## Transportleder
Bäckenet är en av de lägsta platserna där den nordamerikanska vattendelaren kan korsas över Klippiga bergen. De tidiga nybyggarna valde dock huvudsakligen andra vägar, Oregon Trail genom South Pass längre norrut eller Overland Trail genom Bridger Pass längre söderut, på grund av svårigheterna i att korsa saltöknen med hästdragna vagnar. När den transamerikanska järnvägen drogs genom området på 1860-talet kom den dock att byggas längs den lägre rutten genom Great Divide Basin, som också är den väg som motorvägen Interstate 80 följer idag. Namnet Bridger Pass har ibland felaktigt använts även om denna rutt, även om det egentliga Bridger Pass inte ligger här utan längre söderut.